# Майков, Аполлон Александрович (поэт)
Аполло́н Алекса́ндрович Ма́йков (1761 — 20 декабря 1838 [1 января 1839], Петербург) — русский поэт, бригадир, действительный статский советник, в 1821—1825 годах — директор Императорских театров. Племянник драматурга Василия Ивановича Майкова; старший брат поэта Михаила Александровича Майкова; отец академика живописи Николая Аполлоновича Майкова и дед поэта Аполлона Николаевича Майкова.

## Биография

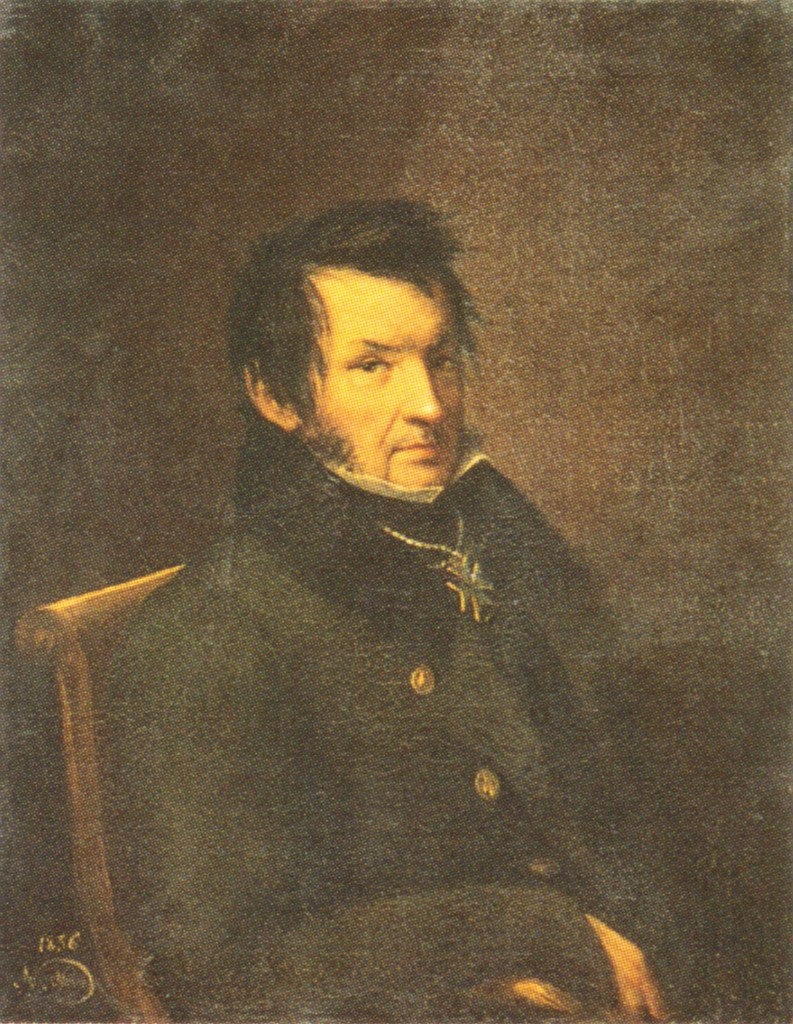
Портрет Аполлона Александровича Майкова работы Николая Аполлоновича Майкова, 1836 год

Происходил из дворянского рода, сын Александра Ивановича Майкова и Клеопатры Ивановны Телепневой. В молодости служил в гвардии.
12 мая 1802 года стал членом Дирекции зрелищ и музыки и заведующим труппами петербургского императорского театра.
С 1806 года заведовал экономической частью дирекции. По воспоминаниям современников, был сведущ по коммерческой части; в репертуарных делах разбирался мало.
16 сентября 1810 года был назначен управляющим московскими театрами.
Во время войны 1812 года сумел спасти театральный реквизит, кассу дирекции и вывезти группу актёров буквально перед вступлением французских войск в Москву. По возвращении возобновил театральные постановки в Москве.
С 3 мая 1812 года — камергер.
В 1821—1825 — директор петербургских императорских театров. 23 февраля 1823 вошёл в состав Комитета по театральным делам.
24 июня 1825 подал в отставку в знак протеста против решения полностью подчинить деятельность директора театров комитету.
Вернувшись в Москву, служил «непременным членом» Оружейной палаты (1828—1831).
Имел ордена: прусский «Pour le Mérite» (1795 год), Святой Анны 2-й степени (1826 год) и знак отличия «За XXX лет беспорочной службы» (1830 год).
Написал на разные случаи несколько од и комедию в одном действии «Неудачный сговор, или Помолвил, да не женился» поставленную в 1794 году в Эрмитажном театре.

## Семья
Был женат на Наталье Ивановне Серебряковой (1768—1832) и имел 12 детей:
- Александр Аполлонович (1792—1886), полковник; жена Ольга Ендимионова (род. ок. 1811), дети Аполлон (ок. 1827), Елизавета (ок. 1829).
- Николай Аполлонович (1796—1873), художник.
- Вера Аполлоновна (1797—1885), умерла девицей.
- Григорий Аполлонович (1798—1834), служил во 2-й артиллерийской бригаде Гвардейской артиллерии, с 1818 года — прапорщик, 1820 — подпоручик, поручик, в 1825 году — штабс-капитан, с 1827 года — капитан, в 1828 году — полковник. Участник русско-турецкой войны 1828—1829 и Польской кампании 1831 года. Был женат на Анастасии Николаевне Воейковой.
- Михаил Аполлонович (1799—1881), генерал от артиллерии. С 1833 года был женат на фрейлине Анне Петровне Меллер-Закомельской (1802—1875), дочери военного министра, генерала от артиллерии барона Петра Ивановича Меллер-Закомельского и баронессы Софии Петровны Кнутсен.
- Клеопатра Аполлоновна (1800—1884), увлекалась музыкой, участвовала в музыкальных приложениях к рукописному домашнему журналу Майковых «Подснежник», замужем не была.
- София Аполлоновна (1802—1816), умерла в девичестве.
- Надежда Аполлоновна (1803—1857), с 1828 года была замужем за известным журналистом, писателем и историком Павлом Петровичем Свиньиным (1787—1839).
- Валериан Аполлонович (1805—1837), окончил Михайловскую артиллерийскую академию, капитан гвардейской артиллерии; был женат на дочери баснописца Александра Ефимовича Измайлова Наталии, которая по смерти супруга вышла за его единокровного брата Александра Азаревичева (см. ниже).
- Екатерина Аполлоновна (19.09.1809[2]—08.05.1811[3]), крестница графа Дмитрия Александровича Зубова и сестры Веры.
- Константин Аполлонович (1811—1891)
- Леонид Аполлонович (1812—1838)

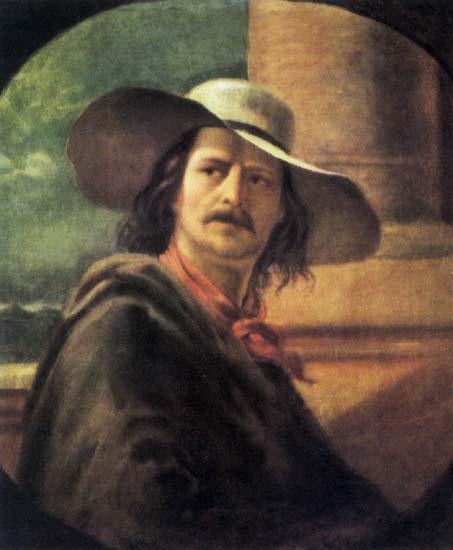
Николай Аполлонович, сын
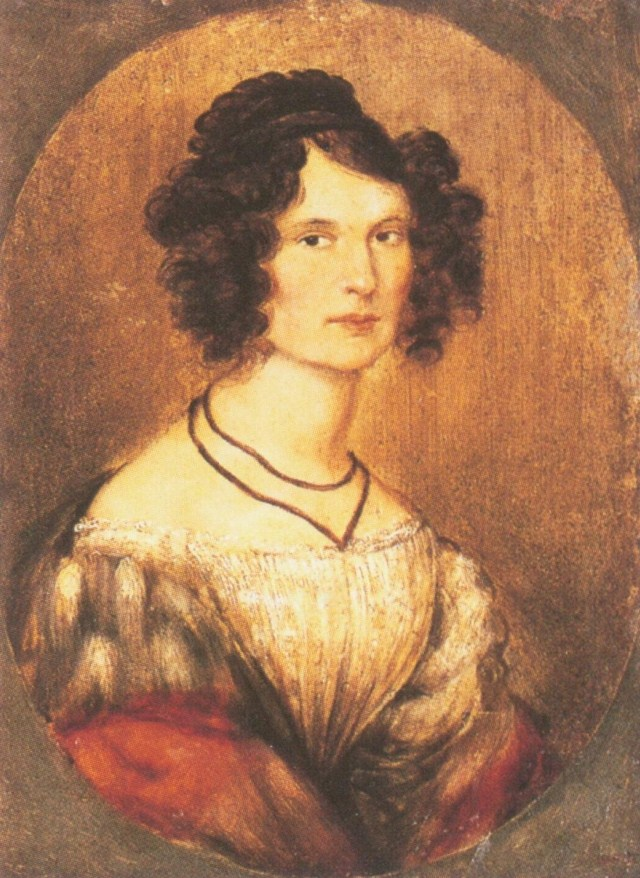
Вера Аполлоновна, дочь
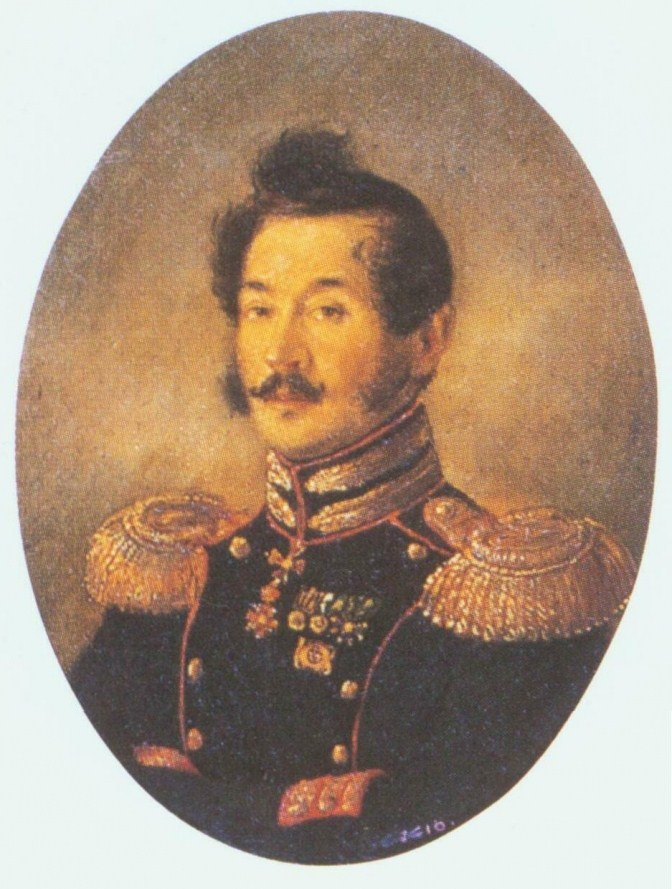
Григорий Аполлонович, сын
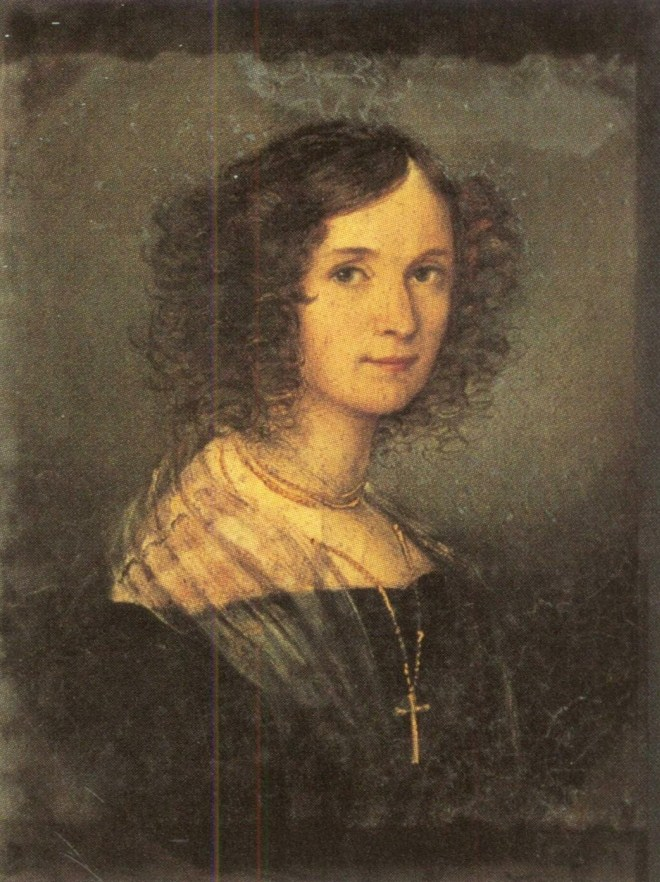
Анна Петровна, невестка
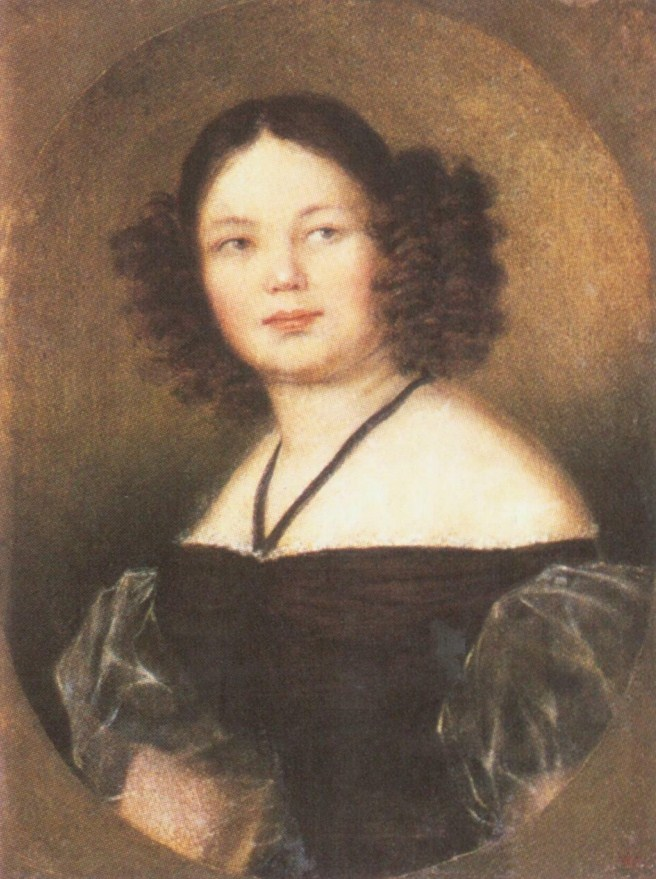
Клеопатра Аполлоновна, дочь
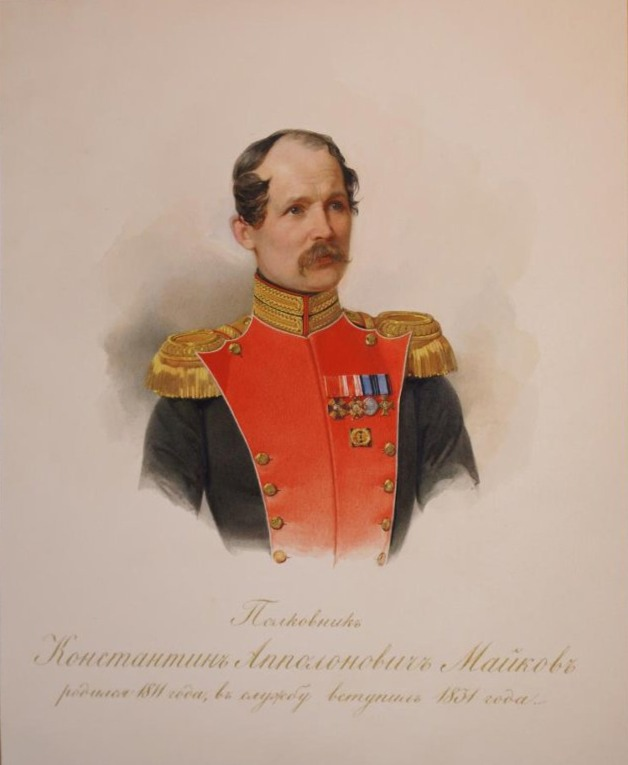
Константин Аполлонович, сын

От Екатерины Лукьяновны Азаревич, крепостной танцовщицы Шкловского театра графа Семёна Гавриловича Зорича, переданной в 1800 году дирекции Петербургских императорских театров, а в 1802 году отпущенной на волю, А. А. Майков имел трёх внебрачных детей, носивших фамилию Азаревичевы. Овдовев, Майков узаконил отношения с Екатериной Лукьяновной.
- Надежда Аполлоновна (1802—?), артистка балета и драмы, в замужестве Новицкая.
- Мария Аполлоновна (1804—1888), артистка петербургской драматической труппы на ролях субреток, крестьянок, вторых любовниц, в замужестве Волтовская.
- Александр Аполлонович (1805—1870), штабс-капитан, владел крупным свеклосахарным заводом. Был женат на Анне Антоновне Русовой.